# 勒宰 (谢尔省)
勒宰（法語：Rezay，法語發音：[ʁəzɛ]）是法国谢尔省的一个市镇，位于该省西南部，属于圣阿芒蒙龙区。

## 地理
勒宰（46°40'22"N, 2°10'43"E）面积21.26 平方千米，位于法国中央-卢瓦尔河谷大区谢尔省，该省份为法国中部省份，北起卢瓦雷省，西接卢瓦-谢尔省和安德尔省，南至克勒兹省，东南接阿列省，东临涅夫勒省。
与勒宰接壤的市镇（或旧市镇、城区）包括：迈索奈、利涅尔地区圣伊莱尔、图谢、圣克里斯托夫-昂布什里、维克埃克桑普莱。

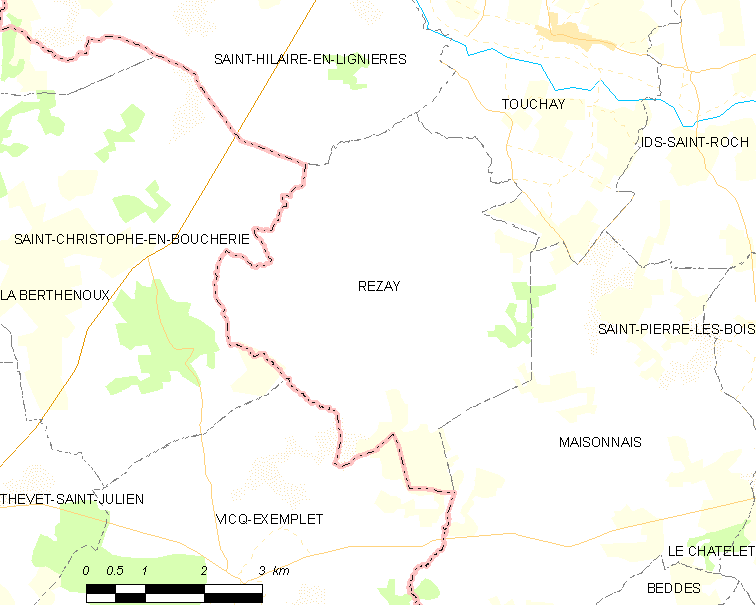
的OSM定位图

勒宰的时区为UTC+01:00、UTC+02:00（夏令时）。

## 行政
勒宰的邮政编码为18170，INSEE市镇编码为18193。

## 政治
勒宰所属的省级选区为沙托梅扬县。

## 人口

1962-2008年间人口变化图示

勒宰于2022年1月1日时的人口数量为203人。